# Dalmatique

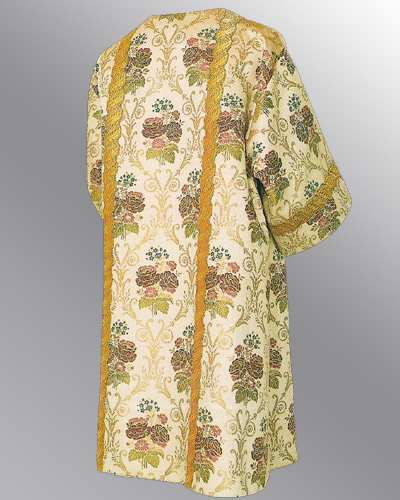
Une dalmatique dorée.

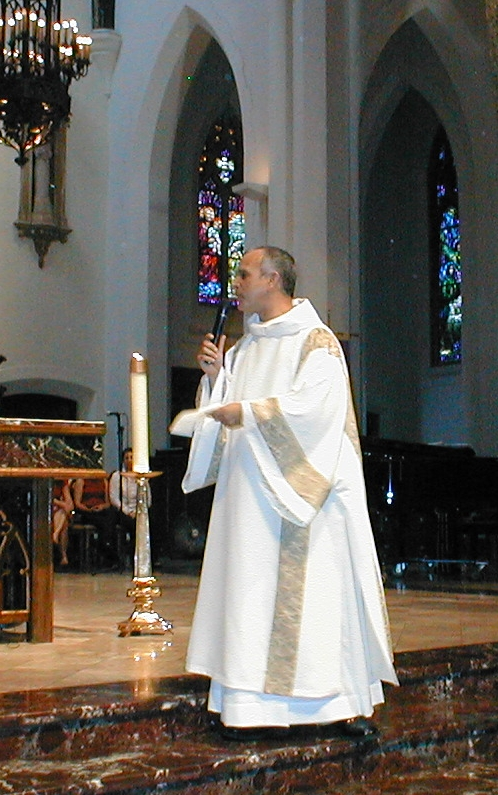
Diacre en dalmatique blanche.

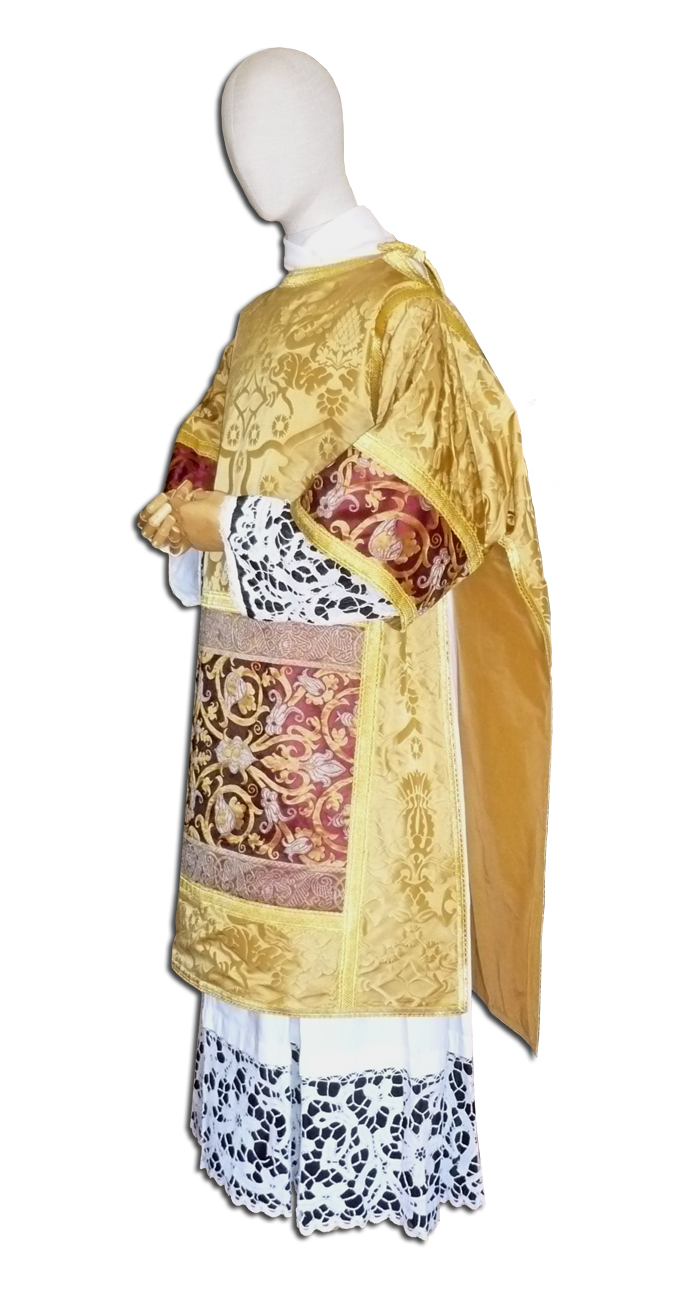
Dalmatique Pontremoli.

La dalmatique, du latin ecclésiastique dalmatica qui signifie blouse en laine de Dalmatie, est un vêtement de chœur.

## Histoire
La dalmatique tire son nom d'une tunique à manches profane portée à l'époque byzantine, la dalmatica, portée par les serviteurs dalmatiens. L'habit se distinguait alors par ses manches courtes pour le service et son arrêt au niveau des genoux pour faciliter la marche. Le sens moderne de la dalmatique, en usage à partir de la fin du IIe siècle, se retrouve dans l'Édit du Maximum (XVII, 11) de Dioclétien (301).
Dans le Liber Pontificalis, le pape Sylvestre Ier distribue des dalmatiques aux sept cardinaux du diocèse de Rome pour les distinguer du clergé, les sept cardinaux entretenant une relation spéciale avec le pape. Jusqu'au Xe siècle, la remise d'une dalmatique à un cardinal restait le privilège du pape. Lors de la christianisation de la Gaule carolingienne, l'utilisation de la dalmatique se répand aux cardinaux francs malgré l'opposition du diocèse romain. Les évêques et les prêtres la portent sous la chasuble.
Dans les collections de la basilique Saint-Pierre, l'unique dalmatique médiévale détenue est celle de Charlemagne supposément portée lors de son sacre en 800.

## Description
En forme de croix avec des manches courtes, la dalmatique se décline selon les couleurs du temps liturgique. Elle est portée par le diacre lors de la messe, des processions et des vêpres. Ce vêtement est dérivé d'un vêtement civil romain, et son usage liturgique remonte au IVe siècle. 
Blanche à l'origine, la dalmatique prendra progressivement les couleurs de la chasuble, avec deux bandes verticales devant et dans le dos, les clavi. À l'origine, ce vêtement symbolise la joie. 
Aux temps de pénitence, dans les grandes églises, la dalmatique du diacre et la tunique du sous-diacre étaient remplacées, jusqu'à la réforme des rubriques romaines par le pape Jean XXIII, en 1960, par des chasubles violettes (ou noires le vendredi saint), pliées en avant ou coupées vers le milieu de la partie antérieure.